# لياندرو فونسيكا اوزيبيو
لياندرو فونسيكا اوزيبيو (14 فبراير 1975 في البرازيل - ) هو لاعب كرة قدم برازيلي في مركز الهجوم. لعب مع كارل زايس يينا ونادي ثون ونادي سانت غالن ونادي غراسهوبر زيوريخ ونادي كوريتيبا ونادي لوزان ونادي نوشاتل زاماكس ونادي يانغ بويز وهانوفر 96 وCampinense Clube ‏ وإس إس في أولم 1846 ونادي ويل وسوسيداد إسبورتيفا ماتسوبارا ‏ وJaboticabal Atlético ‏ ويافردون سبور ‏ و.

## روابط خارجية
- لياندرو فونسيكا اوزيبيو على موقع قاعدة بيانات كرة القدم.إي يو (الإنجليزية)
- لياندرو فونسيكا اوزيبيو على موقع بيانات كرة القدم. دي إي (الألمانية)
- لياندرو فونسيكا اوزيبيو على موقع Soccerway.com (الإنجليزية)
- لياندرو فونسيكا اوزيبيو على موقع عالم كرة القدم.نت (الإنجليزية)